# Курчу
Курчу (рум. Curciu) — село у повіті Сібіу в Румунії. Входить до складу комуни Дирлос.
Село розташоване на відстані 240 км на північний захід від Бухареста, 54 км на північ від Сібіу, 85 км на південний схід від Клуж-Напоки, 113 км на північний захід від Брашова.

## Населення
За даними перепису населення 2002 року у селі проживала 761 особа.
Національний склад населення села:
| Національність | Кількість осіб | Відсоток |
| -------------- | -------------- | -------- |
| румуни         | 591            | 77,7%    |
| цигани         | 148            | 19,4%    |
| німці          | 19             | 2,5%     |

Рідною мовою назвали:
| Мова      | Кількість осіб | Відсоток |
| --------- | -------------- | -------- |
| румунська | 744            | 97,8%    |
| німецька  | 16             | 2,1%     |